# Cova dels Dos

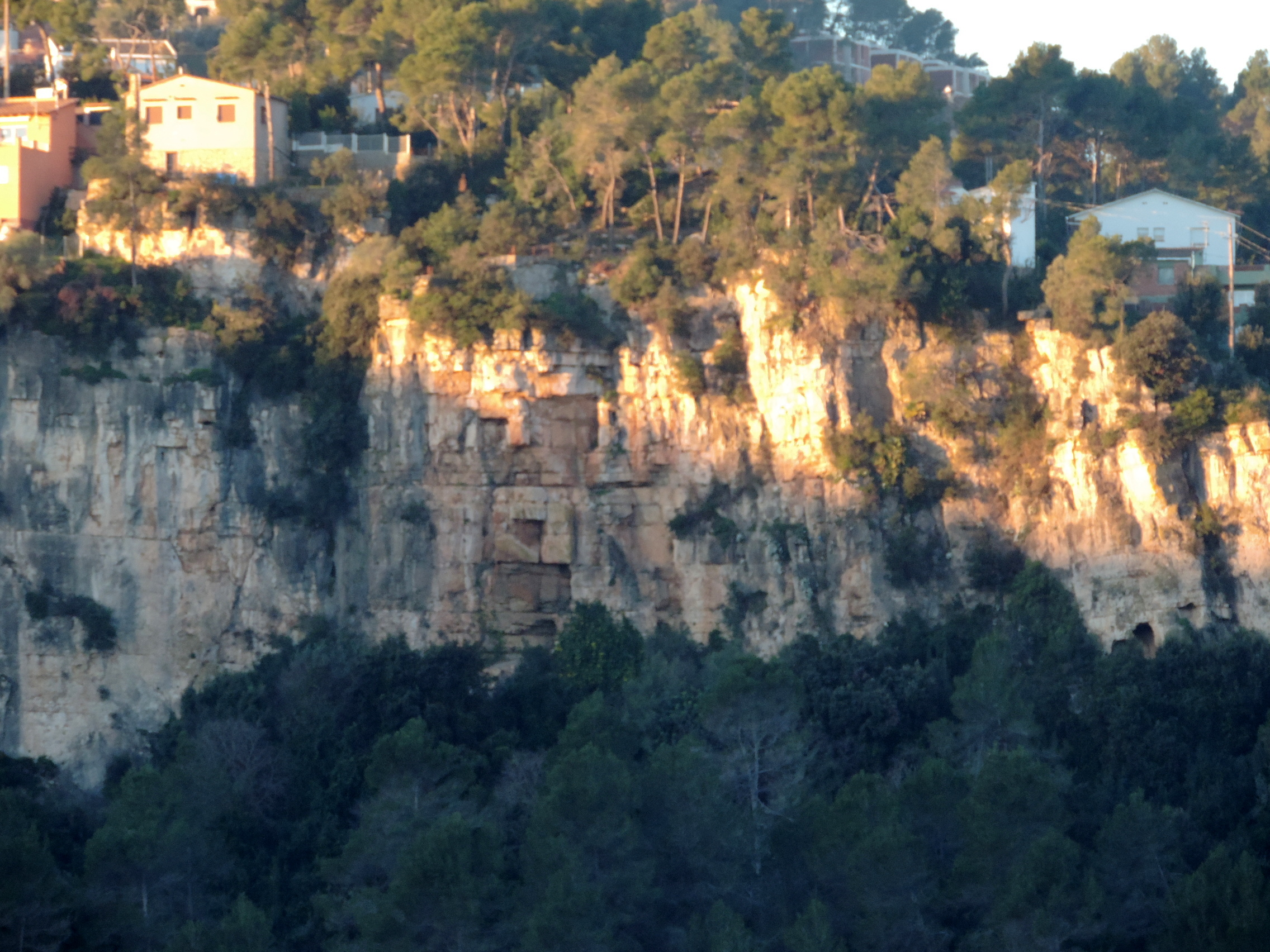
La «cara de Tabà», formació geològica peculiar a les penyes de Tabà, a la dreta de la imatge s'aprecia un dels accessos a la Cova dels Dos.

La Cova dels Dos o Cova del Bisbe és una cova natural a la Palma de Cervelló (Baix Llobregat), inclòs a l'Inventari del Patrimoni Arqueològic i Paleontològic de Catalunya.
Es troba a 400 m a l'est del nucli de Corbera de Llobregat. Es tracta d'un jaciment arqueològic de difícil accés, sense ús i en mal estat de conservació.
Aquesta cova, marcada com cova-avenc del Dos, té un recorregut d'uns 100 metres amb dues petites entrades, una original i l'altra, de cronologia posterior, formada per l'evolució del penya-segat a causa d'una fractura anterior. És una cavitat amb sediments originàriament estratificats però que actualment està molt remoguda pels continus despreniments de blocs de pedra que han canviat, fins i tot, l'estructura originària de la cova. Els despreniments produïts en els darrers anys dificulten l'accés a les galeries situades més enllà de la primera sala. Les galeries són curtes i petites i s'obren en una xarxa de diàclasis. En aquesta cavitat s'han conservat traces d'ocupacions que daten des del Neolític antic fins a l'edat del bronze.
La cova, coneguda des de fa molts anys, fou ocupada com a amagatall durant la Guerra Civil. L'any 1971 la cova fou redescoberta per 2 membres de Recerques i Exploracions Subterrànies del Grup Espeleològic del Centre Excursionista Pirinenc, que li donaren el seu nom actual. En la seva exploració de la cavitat hi recolliren ceràmiques superficials que foren lliurades a l'arqueòleg Ramon Viñas. Poc després, aquest i Domènec Miquel topografiaren la cavitat. L'any 1975 s'excavà un sector per part de R. Viñas, D. Miquel, A. Martín i M.A. Petit, amb el permís del Director del Museu Arqueològic de Barcelona. Un any més tard A. Martín i M.A. Petit, n'excaven un altre sector. Malauradament aquell mateix any el jaciment arqueològic fou pràcticament destruït com a conseqüència d'actes vandàlics.
En els treballs arqueològics esmentats, es constatà que l'estratigrafia estava força malmesa. Es trobà ceràmica pertanyent a grans vasos de superfícies grolleres i profundament decorats amb acanalats, que permeten situar-les del darrer moment d'ocupació que pertany al bronze final II. Per sota, hi havia alguns materials carenats i decorats amb incisions datables d'un moment anterior als descrits, possiblement del bronze inicial. Responen a formes rectes o bombades (formes cilíndriques, bols i derivats) amb llengüetes. Més avall, es van documentar les restes característiques de la cultura de sepulcres de fossa, amb vasos de superfícies allisades o brunyides amb les formes carenades, que cronològicament se situarien en el neolític mitjà recent. Entremig i per sota de grans blocs de pedres hi ha testimoni d'un grup epicardial, que conservava alguns vasos complets, però trencats per blocs caiguts. No es pogué distingir si realment es tractava d'un sol nivell epicardial o bé de dos de diferenciats: cardial i epicardial, ja que les enormes pedres impossibilitaren la continuació dels treballs.

## Troballes

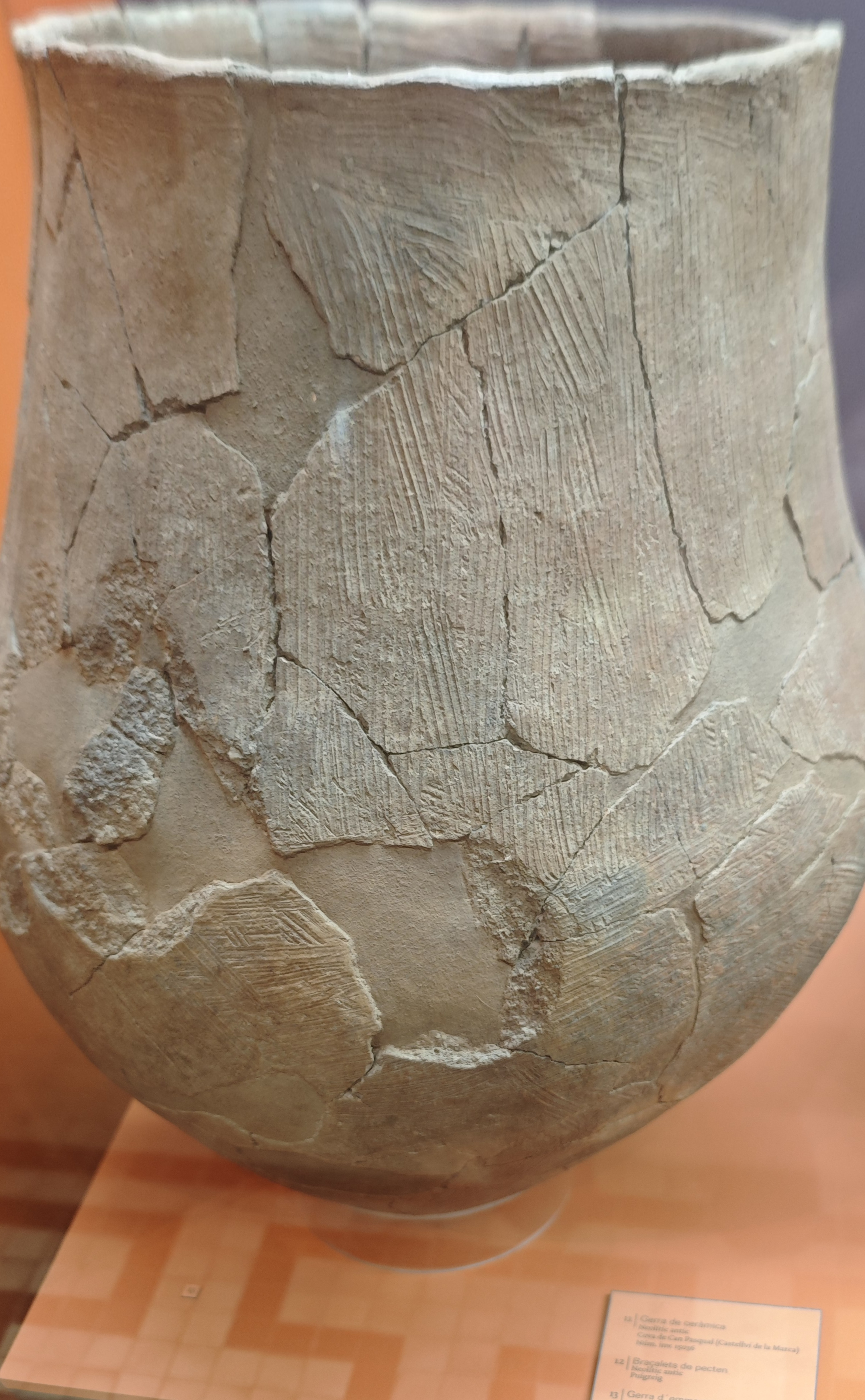
MAC-BCN25004 Gerra d'emmagatzematge. Neolític. Cova dels Dos (La Palma de Cervelló)

Es trobà ceràmica pertanyent a grans vasos de superfícies grolleres i profundament decorats amb acanalats, que permeten situar-les del darrer moment d'ocupació que pertany al Bronze Final II. Per sota, hi havia alguns materials carenats i decorats amb incisions datables d'un moment anterior als descrits. Responen a formes rectes o abombades (formes cilíndriques, bols i derivats) amb mugrons allargats. Més avall, es van documentar les restes característiques de la cultura de sepulcres de fossa, amb vasos de superfícies allisades i/o brunyides amb les formes carenades, que cronològicament se situarien en el Neolític Mitjà-Recent. Entremig i per sota de grans blocs de pedres hi ha testimoni d'un grup Epicardial, que conservava algunos vasos complets -però trencats per les pedres caigudes-. No es pogué distingir si realment es tractava d'un sol nivell Epicardial o bé de dos de diferenciats: Cardial i Epicardial, ja que les enormes pedres impossibilitaren la continuació dels treballs.

## La cara de Tabà

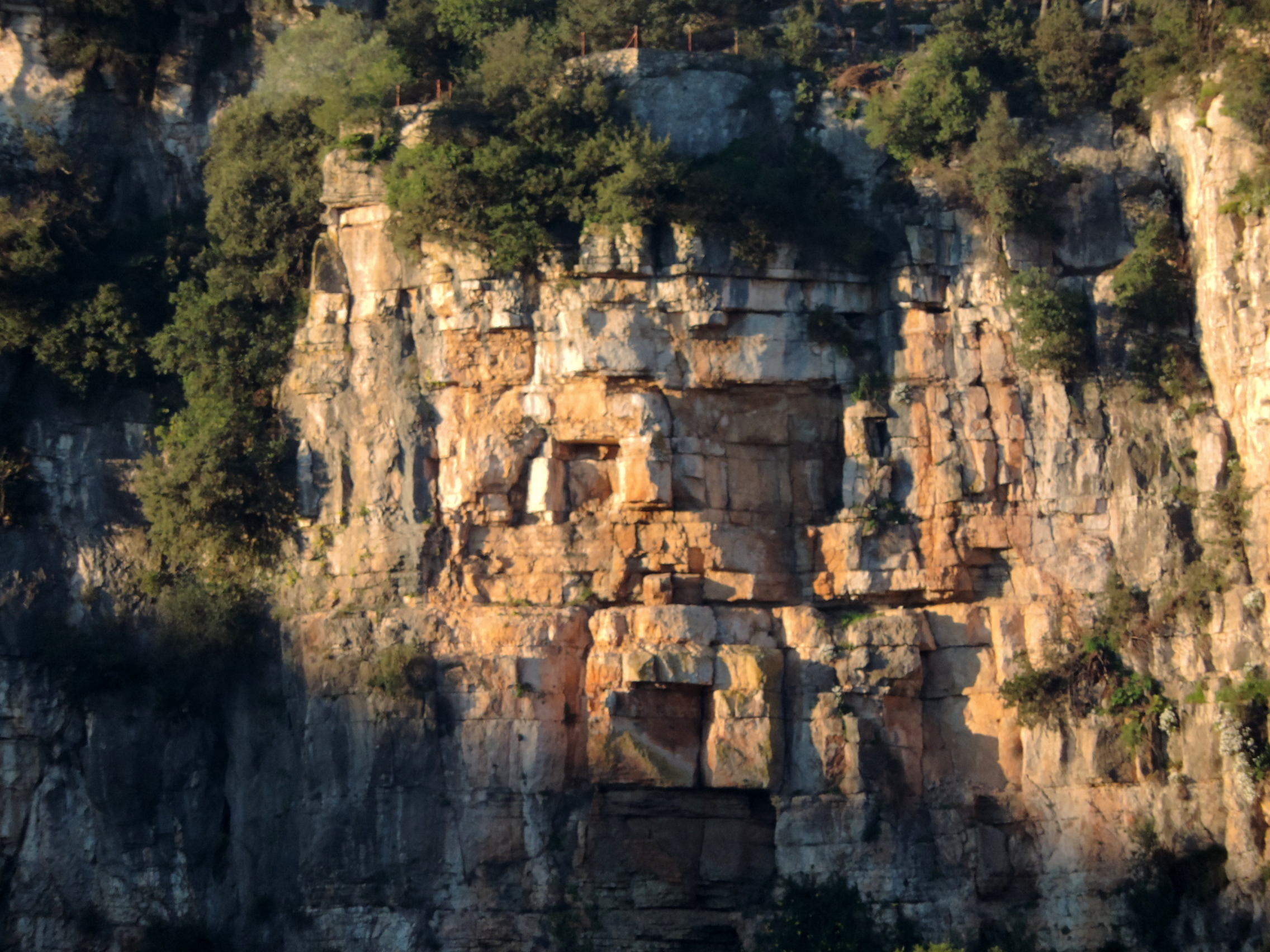
Detall de la «cara de Tabà», origen d'especulacions relacionades amb la Cova dels Dos.

La cara de Tabà, o el guerrer de Tabà o simplement l'Aristot és una cara d'aproximadament uns 20 metres d'alçada que pot apreciar-se a les penyes de Tabà a la Palma de Cervelló en un indret proper a la Cova dels Dos i sota la plana de l'Aristot.
Ha estat motiu d'especulacions per la seva orientació cap a la sortida del Sol o l'alineació amb el monestir de Sant Ponç i com a curiositat, apareix al llibre l'Aristot (o Gent de pedra) de Carme J. Huertas que va ser premiat amb el premi Premi Joaquim Ruyra de narrativa juvenil l'any 2002. Segons l'autora no se'n coneix l'antiguitat ni si l'origen és casual o és obra dels homes.